# Takumi Wada
Takumi Wada 和田 拓三 (Wada Takumi?) (Shizuoka, 20 ottobre 1981) è un ex calciatore giapponese, di ruolo difensore.